# Anguerny
Anguerny là một xã ở tỉnh Calvados, thuộc vùng Normandie ở tây bắc nước Pháp.